# Geoff Willis
Pour les articles homonymes, voir Willis.
Geoffrey Willis, plus connu sous le nom de Geoff Willis (né le 23 décembre 1959 à Southampton, Angleterre) est un ingénieur britannique, spécialisé dans le domaine du sport automobile et notamment de la Formule 1.

## Biographie
Diplômé de l'université de Cambridge, Geoff Willis a commencé sa carrière professionnelle au National Physical Laboratory de Teddington. Spécialisé dans l'hydrodynamique ainsi que dans l'aérodynamique, il intègre à la fin des années 1980 le défi britannique qui tente de s'attaquer à la Coupe de l'America. 
À la fin de la saison 1990, il est engagé en tant qu'aérodynamicien dans l'écurie de Formule 1 Leyton House puis ne tarde pas à rejoindre Williams. Courant 1997, le départ pour McLaren d'Adrian Newey (concepteur des monoplaces Williams) entraîne une refonte de l'organigramme technique de l'équipe, dont Willis devient le nouvel aérodynamicien en chef. Il occupe ce poste pendant plus de quatre ans, une période durant laquelle Williams, dominatrice durant les années 1990, perd progressivement de sa superbe (1998–1999), avant de revenir sur les podiums de Formule 1 avec BMW (2000–2001). 
Fin 2001, il quitte Williams pour répondre à l'offre de Craig Pollock de rejoindre BAR-Honda en tant que directeur technique. Sous son impulsion, l'équipe britannique qui stagnait depuis sa création franchit un palier, jusqu'à terminer à la deuxième place du championnat du monde des constructeurs en 2004. La suite est plus délicate puisque BAR, très attendu en 2005, déçoit et se retrouve même impliqué dans une affaire de tricherie. Willis conserve son poste dans l'équipe devenue Honda F1 Racing Team à partir de la saison 2006, mais, à la suite d'une série de mauvais résultats, il est mis à l'écart au cours de l'été 2006. Il quitte l'écurie peu de temps avant sa première victoire, en Hongrie.
Sans activité pendant près d'un an, il retrouve un poste en juillet 2007 en intégrant en qualité de directeur technique la structure Red Bull Technology, qui conçoit les monoplaces des écuries Red Bull Racing et Scuderia Toro Rosso où il retrouve notamment Adrian Newey. En juillet 2009, après la seconde victoire de Vettel cette saison, Geoff Willis quitte l'écurie.
Il rejoint, en mars 2010, l'écurie novice en Formule 1, Hispania Racing F1 Team, en tant que directeur technique. En 2012, après avoir quitté cette écurie, il est recruté par Mercedes Grand Prix en tant que directeur de l'ingénierie. 